# I-130 (表格)
I-130表格，正式名称为外籍亲属移民申请，是递交给美国公民及移民服务局的一种文件。美国公民或美国永久居民可以通过递交这种文件，为外籍亲属申请美国的移民身份。递交文件的美国公民或永久居民是该表格的“申请者”，而表格中的外籍亲属则是“受益者”。递交I-130表格并获得批准之后，下一步则是递交I-485表格。这两个步骤之间的等待时间则与申请者是否是美国公民、受益者与申请者是何种亲属关系等因素有关。